# ヒーロー (2009年のテレビドラマ)
ヒーロー（朝鮮語: 히어로）は、韓国MBCにて2009年11月18日から2010年1月14日まで放送されたテレビドラマ。

## あらすじ
新聞記者で正義感の強いドヒョク（イ・ジュンギ）ら三流紙『マンデーソウル』の社長がお金を持ち逃げして失職。行き場を失った三流紙の記者と刑期を終え出所した元ヤクザのヨンドク（ペク・ユンシク）が新しい新聞社『ヨンドク日報』を設立し、真実を追い求め、強大な権力に立ち向かうストーリー。大統領選に出馬するテセグループ会長のチェ・イルトゥ（チェ・ジョンウ）の悪事を暴き、どこまでも汚い手を使うイルトゥ側に屈することなく、国民へ真実を訴え続ける『ヨンドク日報』。そして、若くしてイルトゥの腹心でありながら過去の復讐へと燃えるドヒョクの悪友カン・ヘソン（オム・ギジュン）の行く末は……。当初カン・ヘソンに恋心を抱いていたチュ・ジェイン（ユン・ソイ）は毛嫌いしていたドヒョクへと次第に惹かれていく。

## 登場人物

### 主な登場人物
- チン・ドヒョク：イ・ジュンギ

三流新聞社ヨンドク日報記者
- チュ・ジェイン：ユン・ソイ

カンサン警察署強行班2係の係長
- チョ・ヨンドク：ペク・ユンシク

暴力団の元サンドキ派親分、ヨンドク日報社主
- カン・ヘソン：オム・ギジュン

テセ日報記者、ドヒョウクの同級生

### ヨンドク日報
- チャ・マンス：チョン・ソギョン

ヨンドク日報記者
- ナ・ガヨン：チョン・スヨン

ヨンドク日報記者
- パク・チュニョン：チ・チャンウク

ヨンドク日報記者
- コ・ウンシク：チン・ソン

ヨンドク日報記者
- ポン・サンチョル：チョ・ギョンフン

ヨンドクの元部下

### その他の登場人物
- チェ・イルトゥ：チェ・ジョンウ

テセグループ会長理事
- コン・チルソン：チュ・ジンモ

イルトゥの手下、ヨンドクの元部下
- チン・ドヒ：チャン・ヨンナム

ドヒョクの姉
- チン・ソル：キム・ヒャンギ

ドヒの娘
- チン・ジョン：オム・ジソン

ドヒの息子
- ミョンヒ：イ・ヘスク

ジェインの母
- チョ・ユリ：ユン・スンア

ヨンドクの娘
- チェ・ホギョン：シン・ジュア

イルトゥの娘
- キム・ボクスン：ミジョン

ヘソンの母
- ナ・ギョンマン：イ・ハヌィ

強行班2係の万年警視

## 放送局
- 韓国 MBC
  - 2009年11月18日 - 2010年1月14日 （水曜日・木曜日 21:55 - ）

- 日本

日本では、2010年5月18日から8月31日までBS-TBSにて毎週火曜の21時 - 22時、2010年8月5日から8月26日までTBS韓流セレクト枠にて毎週月曜から金曜の10時05分 - 11時00分に放送され、TBSテレビにて2011年1月10日から3月8日まで毎週月曜火曜の1時55分 - 3時01分に再放送された。
地上波放送
- TBS
  - 2010年8月5日 - 8月26日（月曜日 - 金曜日 10:05 - 11:00）
  - 2011年1月10日 - 3月8日（月曜日火曜日 1:55 - 3:01）

CS放送
- DATV
  - 2010年4月10日 - 月日（土曜日 15:00 - 16:15）
  - 2010年8月1日 - 10月1日（金曜日 12:00 - 13:15）
- ホームドラマチャンネル
  - 2010年11月12日 - 月日（金曜日 21:00 - 22:15）

BS放送
- BS-TBS
  - 2010年5月18日 - 8月31日（火曜日 21:00 - 22:00）

地方局
- 中部日本放送
  - 2010年9月7日 - 月日（月曜日 - 木曜日 13：55 - 14：55）
- 長崎放送
  - 2010年9月15日 - 月日(月曜日 - 木曜日 13：55 - 14：55）
- 青森テレビ
  - 2010年11月1日 - 月日（月曜日 - 金曜日 14:50 - 15:45）
- 宮崎放送
  - 2010年11月12日 - 2011年月日（土曜日 0：55 - 1：55）
- 北陸放送
  - 2010年11月25日 - 月日 （月曜日 - 金曜日 13:55 - 14:55）
- TVQ九州放送
  - 2011年1月28日 - 月日（月曜日 - 木曜日 8:00 - 8:55）